# György Moldova
György Moldova (ur. 12 marca 1934 w Budapeszcie, zm. 4 czerwca 2022 tamże) – węgierski pisarz, podejmował tematykę współczesną, głównie z życia mieszkańców budapeszteńskich przedmieść, ludzi z marginesu społecznego, osamotnionych i zbuntowanych.
Wydał zbiory opowiadań, m.in. Az idegen bajnok ['obcy mistrz'] (1963), wybór pol. Zielono-biała narzeczona i inne opowiadania (1972), powieści, m.in. Sötét angyal ['ciemny anioł'] (1964), reportaże (wybór pol. Łapanie życia 1985).